# Christof Konrad
Christof Konrad (russisch Кристоф Конрад; * 1670er Jahre) war ein deutsch-russischer Architekt des Barock.

## Leben
Als einer der ersten von Peter I. eingeladenen ausländischen Architekten kam Konrad aus Dresden nach Moskau. Dort begann er den Bau des Arsenals des Moskauer Kremls, wobei er im Kontakt mit russischen Architekten stand, beispielsweise mit Michail Iwanowitsch Tschoglokow.
Konrad ging 1715 nach St. Petersburg. Zusammen mit Johann Friedrich Braunstein baute er in Kronstadt für Fürst Alexander Danilowitsch Menschikow den Italienischen Palast (1720–1724). Unter der Leitung Domenico Trezzinis errichtete Konrad die Mariä-Verkündigung-Kirche und den Duchowski-Korpus als erste Bauten des Alexander-Newski-Klosters in St. Petersburg. 1720 wurde er von Leonard Theodor Schwertfeger abgelöst.
Konrad kehrte nach Moskau zurück zum Bau des Arsenals. 1731 wurde er entlassen. Das Arsenal wurde 1731–1736 von Johann Jakob Schumacher fertiggestellt.

## Werke

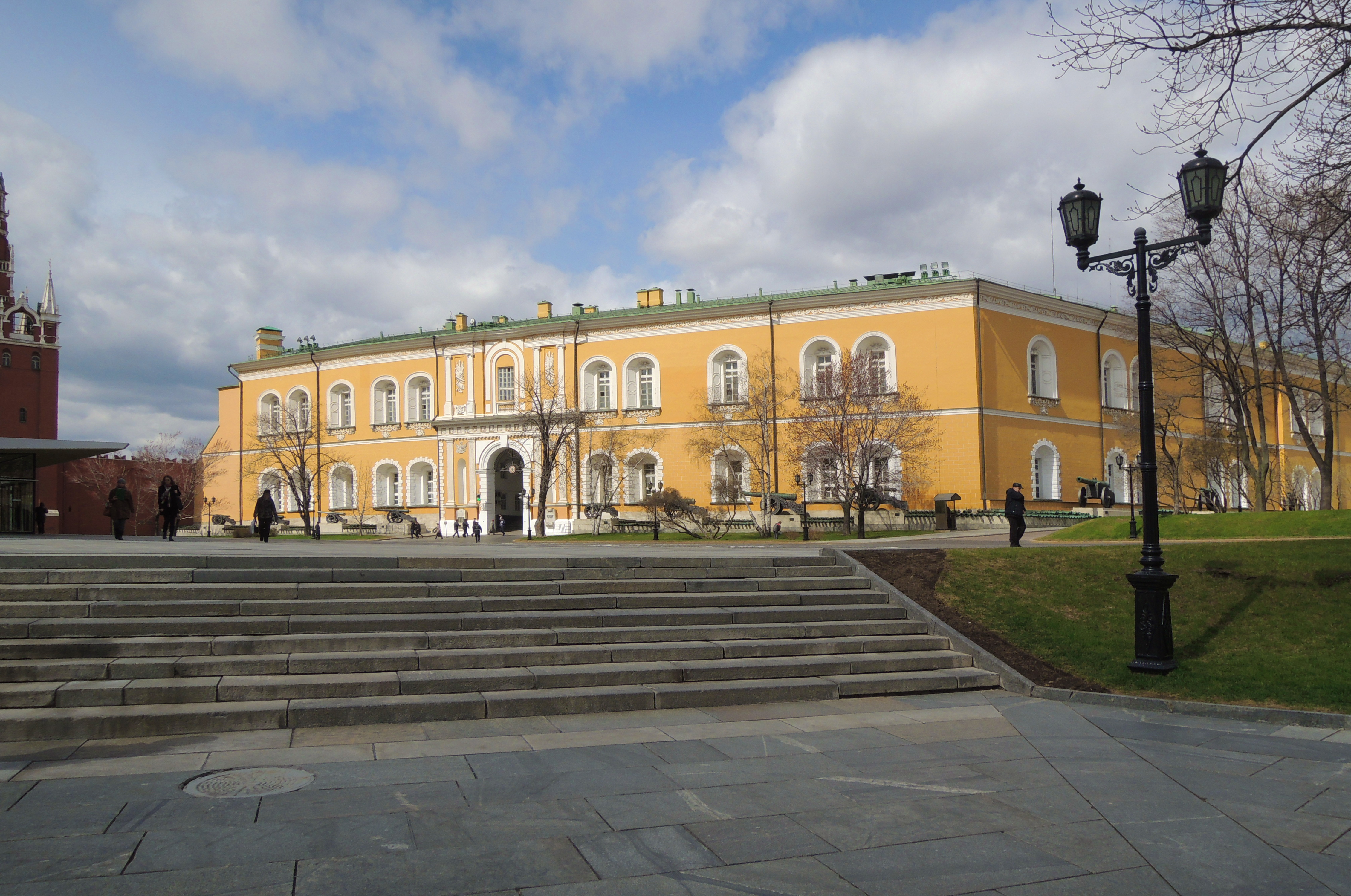
Arsenal des Moskauer Kremls
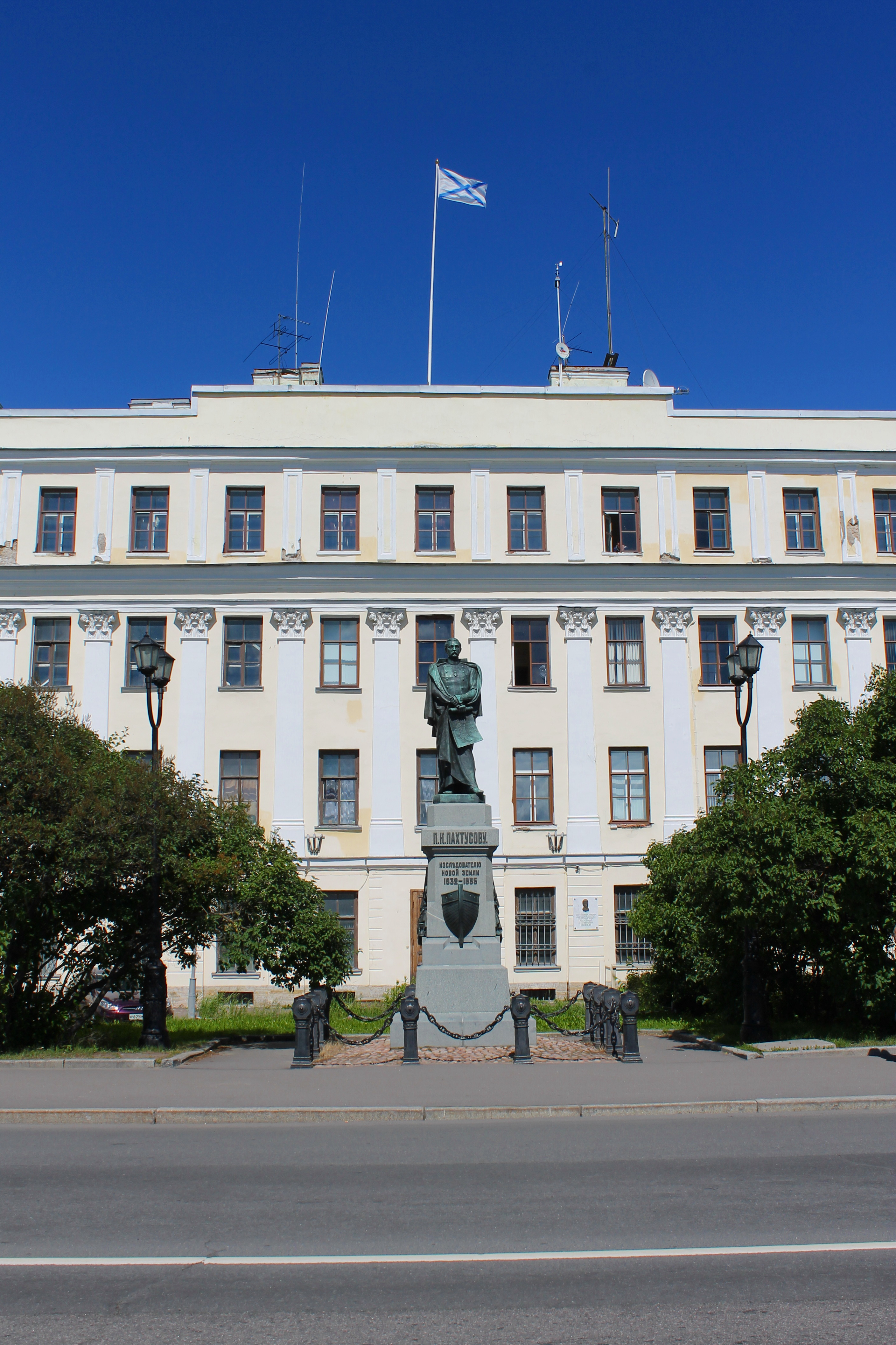
Italienischer Palast, Kronstadt
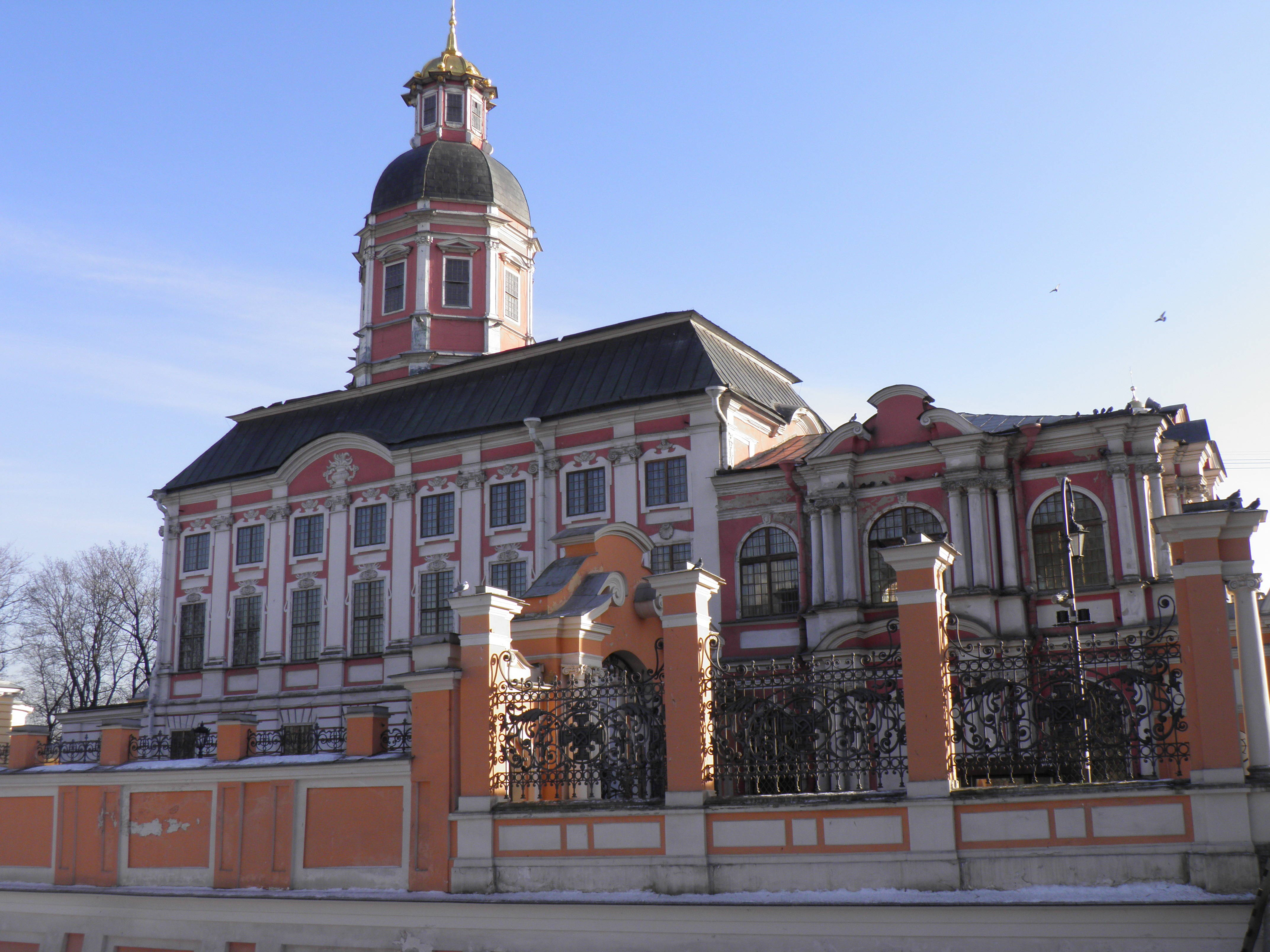
Mariä-Verkündigung-Kirche des Alexander-Newski-Klosters, St. Petersburg
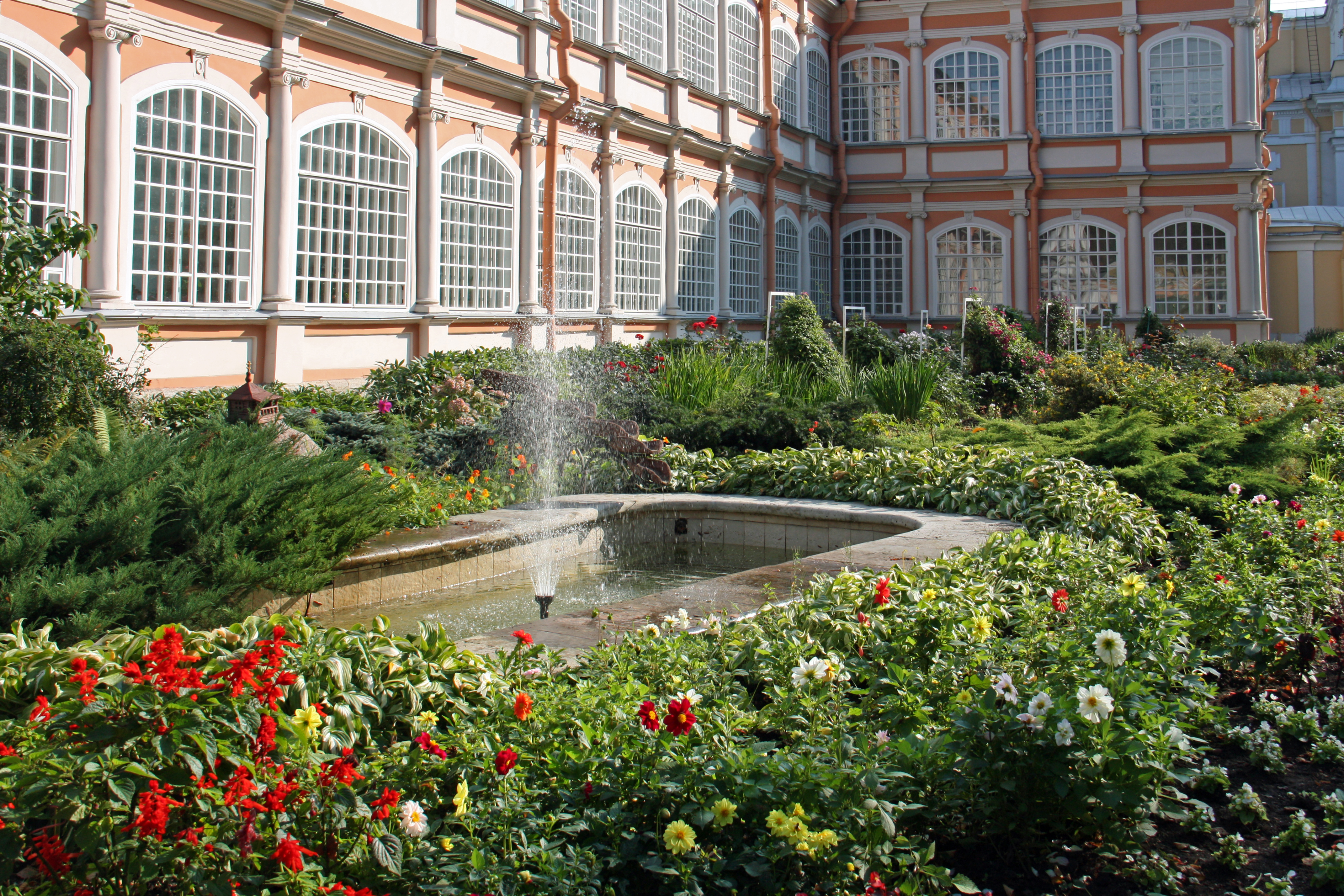
Duchowski-Korpus des Alexander-Newski-Klosters, St. Petersburg